# 谔勒哲炳鸿台吉
谔勒哲炳鸿台吉（?—?），孛儿只斤氏，汉文史籍译作俺坠兔、阿只兔，16世纪蒙古右翼鄂尔多斯部領主，吉能之孙，布延巴图尔鸿台吉次子，博硕克图的弟弟。
谔勒哲炳鸿台吉早年跟随父亲到青海游牧。其父布延巴图尔鸿台吉战死后，随兄博硕克图回到黄河河套，按期与明朝通贡互市。万历七年（1579年），明朝封谔勒哲炳鸿台吉为正千户。万历十三年（1585年），要求明朝增加赏赐没有成功，于是劝说博硕克图反明，亲自领兵抵达榆林、神木塞。明军坚守，他于是退回河套。